# Le clown et ses chiens
Le clown et ses chiens er en fransk animationsfilm fra 1892 af Émile Reynaud.